# Jono Brauer
Jono Brauer (auch Jonathon Brauer; * 26. September 1981 in Sydney) ist ein ehemaliger australischer Skirennläufer. Er startete meist im Slalom und im Riesenslalom, fuhr aber auch alle anderen Disziplinen. Er gewann fünfmal die Gesamtwertung des Australia New Zealand Cup, fuhr im Weltcup einmal unter die besten 15 und nahm an jeweils zwei Weltmeisterschaften und Olympischen Winterspielen teil.

## Biografie
Brauer wuchs in den Southern Highlands in New South Wales auf und übersiedelte später nach Thredbo. Er gewann bereits in jungen Jahren zahlreiche Skirennen und wurde mehrfacher Australischer Juniorenmeister. Als 15-Jähriger startete er erstmals im Australia New Zealand Cup, wo er ab 2000 zu den absoluten Spitzenläufern zählte. Er gewann zwischen 2001 und 2007 fünfmal die Gesamtwertung, holte 13 Disziplinentitel (7× Slalom, 4× Riesenslalom, 1× Super-G, 1× Super-Kombination) und feierte 28 Einzelsiege. Dazu kamen noch je ein Slalomsieg im Nor-Am Cup 2002 und im Europacup 2006 sowie fünf australische Meistertitel.
Im Skiweltcup versuchte sich Brauer seit 2001, die ersten Weltcuppunkte und zugleich sein bestes Weltcupresultat erreichte er im Februar 2006 mit einem 14. Platz in der Super-Kombination in Chamonix. Zuvor war er im Weltcup nur in Slaloms und Riesenslaloms gestartet und hatte sich dabei nie für einen zweiten Durchgang qualifiziert. Ende November 2006 verletzte er sich beim Weltcuprennen in Beaver Creek und musste mehrere Monate pausieren. Zurück in den Weltcup kam er erst ein Jahr später Mitte November 2007. Am 29. November gewann er in der Super-Kombination von Beaver Creek mit Platz 27 zum zweiten und letzten Mal in seiner Karriere Weltcuppunkte.
Jono Brauer nahm zudem bei den Weltmeisterschaften 2003 in St. Moritz teil und belegte den 43. Platz im Slalom. Bei den Olympischen Winterspielen 2006 startete er im Slalom und in der Kombination, konnte aber beide Rennen nicht beenden. Er nahm auch an den Weltmeisterschaften 2009 in Val-d’Isère teil, fiel jedoch im Slalom aus und konnte sich im Riesenslalom nicht für den zweiten Lauf qualifizieren.
Seine letzten internationalen Auftritte hatte Brauer bei den Olympischen Winterspielen 2010. Dort erzielte er zunächst den 39. Platz in der Abfahrt und vier Tage später den 30. Rang im Super-G. Danach gab Brauer aus gesundheitlichen Gründen seinen Rücktritt vom Skirennsport bekannt. Im Sommer 2010 nahm er allerdings noch an den australischen Meisterschaften teil und gewann dabei den Titel im Riesenslalom.

## Erfolge

### Olympische Spiele
- Vancouver 2010: 30. Super-G, 39. Abfahrt

### Weltmeisterschaften
- St. Moritz 2003: 43. Slalom

### Weltcup
- 1 Platzierung unter den besten 15, ein weiteres Mal unter den besten 30

### Australia New Zealand Cup
- Fünffacher Gesamtsieger (2001–2003, 2005, 2007)
- Siebenfacher Sieger der Slalomwertung (2001–2007)
- Vierfacher Sieger der Riesenslalomwertung (2001, 2003–2005)
- Gewinn der Super-G-Wertung 2007
- Gewinn der Super-Kombinationswertung 2007
- Insgesamt 28 Einzelsiege

### Junioren-Weltmeisterschaften
- Québec 2000: 25. Abfahrt, 42. Super-G
- Verbier 2001: 22. Super-G, 25. Abfahrt

### Nationale Meisterschaften
- Fünffacher Australischer Meister (Slalom 2002 und 2006, Riesenslalom 2004, 2006 und 2010)

### Weitere Erfolge
- Je 1 Slalomsieg im Europacup und im Nor-Am Cup
- 11 Siege in FIS-Rennen (5× Riesenslalom, 5× Slalom, 1× Super-G)